# Historische Verzameling Grondgebonden Luchtverdediging

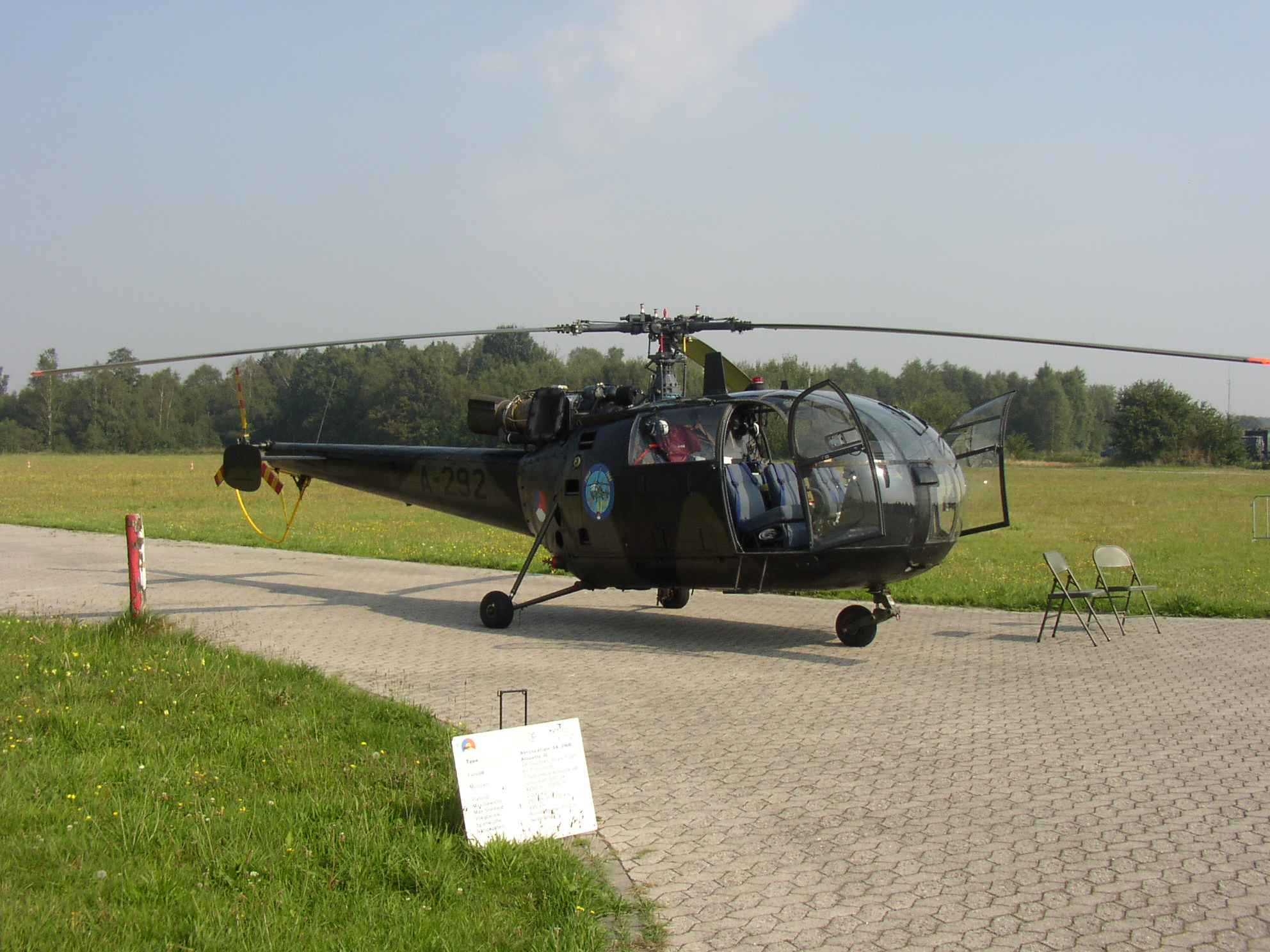
Een Alouette III SA 316B-helikopter van de Koninklijke Luchtmacht, staat klaar voor bezichtiging, in 2004

De Historische Collectie Grondgebonden Luchtverdediging (oorspronkelijk bekend als de Historische Verzameling Grondgebonden Luchtverdediging; HCGLVD) is een museale collectie op de Nederlandse Vliegbasis de Peel, gevestigd in de Luitenant-Generaal Bestkazerne aan de Ripseweg 1 te Vredepeel.
Dit museum heette tot 2007 Luchtdoelartillerie Museum (Lua). Het huidige museum is een samenvoeging van de Traditiekamer van de Groep Geleide Wapens en de Historische Verzameling Luchtdoelartilleriematerieel, die oorspronkelijk te Ede was gevestigd.
Het museum bevat tal van voorwerpen die met luchtdoelartillerie van doen hebben: mitrailleurs, geleide wapens, Stinger-raketten, radarinstallaties en dergelijke staan in twee hallen opgesteld. Grotere objecten zijn te vinden in de buitenexpositie. Ook de geschiedenis van deze vanaf 1915 bestaande militaire organisaties wordt toegelicht.
Het museum is vrij toegankelijk op afspraak.

## Collectie
De HCGLVD heeft diverse items in hun collectie, waaronder:
- De voordeuren van de Hojelkazerne
- 10 cm brons
- Hispano Suiza 20 mm
- Oerlikon 20 mm
- Scotti 20 mm
- Bofors 40L60
- 90 mm Gun
- Nike Ajax
- Browning .50
- 40L70KK
- L4/5 radar
- Stinger-luchtdoelraket

1. ↑  Oskam, A., Polfliet, A. (mei 2017). Historische Collectie Grondgebonden Luchtverdediging, 6e druk, Vredepeel.